# Sneltvedt
Sneltvedt är en tätort i Skiens kommun i Telemark fylke i södra Norge. Orten ligger där fylkesväg 3274 möter fylkesväg 3278, öster om staden Skien.